# Blomberg (Landkreis Wittmund)
Blomberg (plattdeutsch Bloombarg) ist eine Gemeinde im Südosten der Samtgemeinde Holtriem im Landkreis Wittmund in Ostfriesland in Niedersachsen. Die Gemeinde hatte 2004 etwa 1400 Einwohner und erstreckt sich auf einer Fläche von 12,80 Quadratkilometern. Blomberg grenzt (beginnend im Westen) an die Gemeinde Neuschoo (ebenfalls Samtgemeinde Holtriem), die Gemeinden Moorweg und Dunum (beide Samtgemeinde Esens) sowie an den Auricher Stadtteil Langefeld.
Zur Gemeinde gehören die Ortsteile Altgaude, Nordmoor, Schoo und Südmoor.

## Geschichte
Die Siedlung Blomberg entstand durch die preußische Kolonisation ab 1765. Die evangelisch-lutherische Blomberger Kirche wurde 1870 im neugotischen Stil erbaut.
Seit 1972 gehört die Gemeinde der Samtgemeinde Holtriem an.

## Politik

### Gemeinderat
Der Rat der Gemeinde Blomberg besteht aus elf Ratsfrauen und Ratsherren. Dies ist die festgelegte Anzahl für die Mitgliedsgemeinde einer Samtgemeinde mit einer Einwohnerzahl zwischen 1001 und 2000 Einwohnern. Die elf Ratsfrauen und Ratsherren werden durch eine Kommunalwahl für jeweils fünf Jahre gewählt. Die laufende Amtszeit begann am 1. November 2021 und endet am 31. Oktober 2026.
Die letzte Kommunalwahl vom 12. September 2021 ergab das folgende Ergebnis:
| Partei                 | Anteilige Stimmen | Anzahl Sitze |
| ---------------------- | ----------------- | ------------ |
| Gemeinsam für Blomberg | 98,58 %           | 11           |
| Einzelbewerber         | 1,42 %            | 0            |

Die Wahlbeteiligung bei der Kommunalwahl 2021 lag mit 61,27 % über dem niedersächsischen Durchschnitt von 57,1 %.
Zum Vergleich – die Wahlbeteiligung bei der Kommunalwahl 2016 lag mit 60,74 % deutlich über dem niedersächsischen Durchschnitt von 55,5 %. Bei der vorherigen Kommunalwahl vom 11. September 2011 lag die Wahlbeteiligung bei 60,02 %.

### Bürgermeister
Der Gemeinderat wählte das Gemeinderatsmitglied Werner Ihnken (SPD) zum ehrenamtlichen Bürgermeister für die aktuelle Wahlperiode.

## Kultur und Sehenswürdigkeiten
- Siehe Liste der Baudenkmale in Blomberg (Ostfriesland)